# Inchiri
Inchiri (arabiska: ولاية إينشيري) är en region (wilaya) i västra Mauretanien. Huvudort är Akjoujt. Den gränsar till regionen Adrar i öst, Trarza i söder och Dakhlet Nouadhibou i norr och väst. Regionen hade 29 484 invånare vid folkräkningen år 2023.
Inchiri är indelat i två departement (moughataa).
| Departement (moughataa) | Folkmängd (2023) | Kommuner                                                  |
| ----------------------- | ---------------- | --------------------------------------------------------- |
| Akjoujt                 | 18 138           | - Akjoujt (18 138 invånare)                               |
| Bennechab               | 11 346           | - Bennechab (9 244 invånare) - Mhayjratt (2 102 invånare) |